# 단비 주씨
단비 주씨(중국어: 周端妃, 생몰년 미상)는 명 신종 주익균의 비(妃)이며, 서왕 주상호를 낳았고, 아버지는 주청이다.

## 생애
만력 9년 (1581년), 명 신종의 선비(选妃)로 뽑혔다. 만력 10년 (1582년) 3월 갑자일에 구빈(九嫔)에 책봉되었고, 주씨는 단빈(端嫔)이라 불리게 되었다. 만력 18년 (1590년), 단빈 주씨는 황제의 5남인 주상호를 낳았다. 아들이 4살이 되던 해에 단비(端妃)로 책봉되었다. 모자가 모두 황제의 총애를 받지 못해, 서왕은 25세가 되는 해에야 결혼하였다.
숭정 17년 6월, 장헌충은 사천을 공격하여, 서왕 주상호 일가와 부하 관리를 모두 죽였다. 10월에 이자성이 북경을 공격하여 명나라는 멸망하였다.
단비 주씨는 친정에 돌아가서 살았고, 순치제 시대까지 생존해 있었고, 수명은 80여 세였으며, 사망한 해는 알려지지 않았다. 단비 주씨는 신종의 마지막 비였다.